# شهاب‌الدین نظری
شهاب‌الدین نظری خوراسگانی (زادهٔ ۲۲ بهمن ۱۳۷۰) کنشگر سیاسی اهل ایران و دانشجوی ارشد علوم سیاسی در دانشگاه شهید بهشتی (دانشگاه ملی) است. منزل او در سال ۱۳۹۷ توسط اطلاعات سپاه پاسداران اهواز مورد تفتیش قرار گرفت و پس از چند دور بازجویی، در سال ۱۳۹۹ برای تحمل حبس یک سالهٔ خود به زندان اوین مراجعه کرد. او که پیش از این، بارها در سکوت خبری بازداشت شده بود؛ این‌بار به‌خاطر انتقاد از مسئولان و محرومیت استان خوزستان، مورد پیگرد نهادهای امنیتی قرار گرفت. شهاب‌الدین نظری فارغ‌التحصیل معماری دانشگاه آزاد شیراز است.
نظری در جریان خیزش ۱۴۰۱ ایران در ۲۱ دی ۱۴۰۱ توسط نیروهای امنیتی همراه با ضرب و شتم بازداشت و به بازداشتگاه وزارت اطلاعات موسوم به بند ۲۰۹ زندان اوین منتقل شده بود.

## بازداشت و زندان
حکم حبس تعزیزی یک سالهٔ شهاب‌الدین نظری که پیشتر توسط شعبهٔ ۲۸ دادگاه انقلاب تهران به ریاست قاضی مقیسه صادر شده بود، در تاریخ ۱۰ خرداد ۱۳۹۹ عیناً از سوی شعبهٔ ۳۶ دادگاه تجدیدنظر استان تهران تأیید شد.
شهاب‌الدین نظری ۷ بهمن ۱۳۹۹ در صفحه توییتر خود در خصوص مستندات دادگاه برای اتهام تبلیغ علیه نظام نوشته بود:
«مصادیق تبلیغ علیه نظام هم به قول خودشان، از انتقاد از عملکرد نهادها و افراد در خوزستان گرفته تا تهران، «حمایت از دراویش» تا «انتشار تصاویر فمنیستی»، «حمایت از دختران خیابان انقلاب»، «درخواست رفع حصر سران فتنه» و… متنوع است.»— شهاب‌الدین نظری، توییتر نویسنده
نوروز ۱۴۰۰، شهاب نظری و ۳۳ تن از زندانیان سیاسی، در پی انتشار بیانیه‌ای اعلام کردند که به «به یاد و احترام رنج‌های مشترکمان و در اعتراض به ظلم‌های ستمگران» سال نوی خورشیدی را با اعتصاب غذایی سه روزه آغاز خواهند کرد.
وی در تاریخ ۱۵ فروردین ۱۴۰۰، پس از تحمل ۹ هفته حبس از زندان آزاد شد.
این دانشجوی رشته مطالعات خاورمیانه دانشگاه «شهید بهشتی» تهران، در جریان خیزش انقلابی ۱۴۰۱ در ایران و در تاریخ ۲۱ دی ماه ۱۴۰۱ توسط نیروهای امنیتی همراه با ضرب و شتم بازداشت و به بازداشتگاه وزارت اطلاعات موسوم به بند ۲۰۹ زندان اوین منتقل شده بود.
شهاب‌الدین نظری در ویدئویی که پیش از بازداشتش ضبط و پس از دستگیری او منتشر شد، به بیان عقایدش می‌پردازد و در قسمتی از آن می‌گوید: «من نگران فردای بعد از این حکومت نیستم. چه لذتی از این بالاتر که ایران را، در کنار هم، آنگونه که دوست داریم، بسازیم. ما تا آخر ایستاده‌ایم.»
شهاب نظری در تاریخ ۳۰ بهمن ۱۴۰۱ با تودیع قرار وثیقه موقتاً و تا پایان مراحل دادرسی آزاد شد.